# Interrex
Interrex (pl.:interreges) var en ekstraordinær magistrat under både det romerske kongerige og den efterfølgende republik. Oprindeligt blev en interrex udnævnt mellem Roms konges død og valget af hans efterfølger – deraf navnet: en hersker "mellem konger" (latin: inter reges). Embedet blev bevaret under den romerske republik til situationer, hvor begge konsuler ikke kunne påtage sig deres pligter (f.eks. i tilfælde af de begge døde), hvorfor der skulle afholdelse valg om nye konsuler. Interreges regerede kun i fem dage, hvilket ofte førte til, at flere af dem blev udnævnt i træk (rekorden var 15 interreges i 326 f.Kr.). De blev udelukkende valgt af patricier senatorer, og under Konflikten mellem Stænderne (500 f.Kr. til 287 f.Kr.) var deres udnævnelse undertiden designet til at hindre plebejere i at nå magten eller vedtage love.
Ligesom tilfældet var med diktator-embedet fandtes interrex-embedet primært frem til tiden for den anden puniske krig. Embedet blev efterfølgende genoplivet af Sulla i 82 f.Kr., så han kunne blive diktator. Det blev ligeledes brugt mellem 55 og 52 f.Kr., da Pompejus omgik forfatningen til egen fordel.

## Historie
Interrex-embedet blev angiveligt oprettet efter Roms første konge, Romulus, døde. Embedets oprindelse er derfor sløret af legende. Senatet i det romerske kongerige var i begyndelsen ude af stand til at vælge en ny konge. Dette medførte, at byen blev regeret af senatet, som dengang bestod af hundrede medlemmer, opdelt i ti decuriae (grupper på ti); og fra hver af disse decuriae blev en senator nomineret som decurio. Hver af de ti decuriones holdt efter tur den kongelige magt og dens insignie i fem dage som interrex, og hvis ingen konge var blevet udpeget ved udløbet af halvtreds dage, begyndte rotationen forfra. Den periode, hvor de udøvede deres magt, blev kaldt en interregnum og varede i dette tilfælde et år. Derefter blev Numa Pompilius valgt som den nye konge.
Efter hver efterfølgende konges død blev en interrex udpeget af senatet. Hans funktion var at indkalde til et møde i <i id="mwKg">Comitia Curiata</i>, som derefter ville vælge en ny konge.
Under den romerske republik blev interreges udpeget til at afholde comitia for valget af konsulerne, når konsulerne, på grund af borgerlig uro eller andre årsager såsom dødsfald, havde været ude af stand til at gøre det i løbet af deres embedsår. Hver interrex havde embedet i fem dage, som under kongerne. Under det korte interregnum akkumulerede interrex det meste af kongens oprindelige magt, eller magten fra de to konsuler i perioden for republikken. Comitia blev som hovedregel ikke afholdt af den første interrex – som oprindeligt var curio maximus – men mere normalt af den anden eller tredje; i et tilfælde var der angiveligt udpeget 11, mens der i et andet tilfælde blev udpeget 14 interreges. Den comitia, som skulle vælge de første konsuler blev holdt af Spurius Lucretius Tricipitinus enten som interrex eller som praefectus urbi. Interreges under republikken – i hvert fald fra 482 f.Kr. – blev valgt blandt tidligere konsuler af senatet og var ikke begrænset til decem primi eller de ti hovedsenatorer som under kongerne. Plebejere blev dog ikke optaget til dette embede; og som følge heraf, når senatet omfattede plebejere, mødtes patricierne uden de plebejiske medlemmer for at vælge en interrex. Af denne årsag (og som følge af den magt, som interrex udøvede i form af valg af magistrater) var plebejertribuner stærkt modstander af udnævnelsen af en interrex. Interrex havde jurisdictio. Det er muligt, at interreges var de eneste magistrater, der var undtaget fra en tribunes vetoret – hvilket ville være usædvanligt, da selv diktatorer normaltvis var underlagt vetoretten.
Interreges blev lejlighedsvis udnævnt frem til den anden puniske krig. Derefter blev der ikke udpeget nogen interrex, før Senatet – på kommando fra Sulla – udnævnte L. Valerius Flaccus til at afholde comitia for hans valg til diktator i 82 f.Kr. I 55 f.Kr. blev en anden interrex udpeget til at holde comitia, hvor Pompejus og Crassus blev valgt som konsuler. Der var flere interreges i 53 og 52 f.Kr. – den sidst kendte var Marcus Aemilius Lepidus (triumvir). I 52 f.Kr. afholdt en interrex comitia, hvor Pompejus blev udnævnt til enekonsul. Antallet af interreges i disse to år var så højt, at Cicero ironiserede over det i et brev.